# Alive in Melbourne
Alive in Melbourne (укр. Наживо у Мельбурні) — дебютний концертний альбом українського метал-гурту Jinjer. Він вийшов 20 листопада 2020 на лейблі Napalm Records.

## Про альбом
Платівка була записана 5 березня 2020 під час виступу гурту у Max Watt's House of Music у місті Мельбурн, який проходив в рамках Macro World Tour. Цей концерт був одним з останніх перед початком пандемії коронавірусної хвороби.
9 липня 2020 запис концерту транслювався на сайті онлайн медіа та фестивалю Knotfest.
Альбом вийшов 20 листопада 2020. Одночасно з виходом альбому гурт виклав повний відеозапис концерту на YouTube-каналі лейблу.
За словами басиста команди, Євгена Абдюханова, спочатку музиканти планували випустити декілька композицій, записаних на концерті, але після шести місяців постпродукції було прийнято рішення випустити повноцінний концертний альбом. Євген сам написав текст про концерт і альбом для буклету платівки.

## Список композицій
| #                          | Назва                      | Тривалість |
| -------------------------- | -------------------------- | ---------- |
| 1.                         | «Intro»                    | 4:00       |
| 2.                         | «Teacher, Teacher!»        | 5:57       |
| 3.                         | «Sit Stay Roll Over»       | 4:38       |
| 4.                         | «Ape»                      | 3:28       |
| 5.                         | «Judgement (& Punishment)» | 4:36       |
| 6.                         | «I Speak Astronomy»        | 5:55       |
| 7.                         | «Who is Gonna Be the One»  | 5:42       |
| 8.                         | «Noah»                     | 4:32       |
| 9.                         | «Retrospection»            | 4:30       |
| 10.                        | «Perennial»                | 4:39       |
| 11.                        | «On the Top»               | 5:43       |
| 12.                        | «Pit of Consciousness»     | 4:34       |
| 13.                        | «Home Back»                | 4:26       |
| 14.                        | «Words of Wisdom»          | 4:59       |
| 15.                        | «Pisces»                   | 5:09       |
| 16.                        | «Captain Clock»            | 4:44       |
| 17.                        | «Outro»                    | 1:37       |
| Загальна тривалість: 79:09 |                            |            |

## Відгуки
Загалом альбом отримав позитивні відгуки. Критики роблять акцент на високій якості запису та на артистизмі і виконавчій майстерності вокалістки Тетяни Шмайлюк.

## Учасники запису
У записі альбому взяли участь:
| - Тетяна Шмайлюк — спів; - Роман Ібрамхалілов — гітара; - Євген Абдюханов — бас-гітара, текст буклета; - Влад Уласевич — ударні. | - Макс Мортон — мастеринг; - Дмитро Кім — зведення; - Олександр Антошин — запис; - Ґабріель Ніколетті — обкладинка альбому; - Олег Руз — арт-директор. |